# Útvina
Útvina är en ort i Tjeckien.   Den ligger i regionen Karlovy Vary, i den västra delen av landet, 100 km väster om huvudstaden Prag. Útvina ligger 594 meter över havet och antalet invånare är 553.
Terrängen runt Útvina är platt åt sydost, men åt nordväst är den kuperad. Útvina ligger nere i en dal. Runt Útvina är det ganska glesbefolkat, med 27 invånare per kvadratkilometer. Närmaste större samhälle är Karlovy Vary, 18,9 km norr om Útvina. Omgivningarna runt Útvina är en mosaik av jordbruksmark och naturlig växtlighet.